# Louisianatangare
De louisianatangare (Piranga ludoviciana) is een zangvogel uit de familie Cardinalidae (kardinaalachtigen).

## Verspreiding en leefgebied
Deze soort komt voor in westelijk Noord-Amerika en overwintert in westelijk Panama.